# Alfonso Badini Confalonieri
Alfonso Badini Confalonieri (ur. 1 sierpnia 1944 w Valenza) – włoski duchowny katolicki, biskup Susy w latach 2001–2019.

## Życiorys
Święcenia kapłańskie otrzymał 29 czerwca 1978. Po kilkuletnim stażu duszpasterskim w seminarium w Susie rozpoczął pracę w Kurii Rzymskiej - od 1981 pracował w Biurze Administracyjnym Sekretariatu Stanu, zaś od 1994 w Sekcji Zwyczajnej Administracji Dóbr Stolicy Apostolskiej.
3 grudnia 2000 papież Jan Paweł II mianował go ordynariuszem diecezji Susa. Sakry biskupiej udzielił mu 31 stycznia 2001 kard. Angelo Sodano.
12 października 2019 przeszedł na emeryturę.